# Attentat de Homs du 1er octobre 2014
Pour les articles homonymes, voir attentat de Homs.
L'attentat de Homs du 1er octobre 2014 a lieu lors de la guerre civile syrienne.

## Déroulement
L'attentat vise le quartier à majorité alaouite d'Akrama, à Homs. Le récit de l'attaque comporte quelques différences selon les sources. Un officiel du gouvernorat de Homs déclare que la première explosion a lieu alors que des enfants sortaient de classe de l'école élémentaire Ekremah Al-Makhzoumi. Selon l'agence Sana, une voiture piégée explose devant une école et quelques minutes plus tard « un autre terroriste » se fait exploser devant une autre école. L'Observatoire syrien des droits de l'homme évoque initialement l'explosion de deux véhicules piégés. Par la suite, il affirme que le kamikaze a déposé une bombe devant l'école avant de se faire exploser dans un autre lieu devant l'établissement.
L'attentat n'est pas revendiqué.

## Bilan humain
Le jour de l'attaque, l'agence Sana déclare que les attentats ont fait au moins 18 morts et près de 40 blessés. L'Observatoire syrien des droits de l'homme donne initialement le même bilan, mais affirme qu'il y a « des corps complètement déchiquetés et le bilan risque de s'alourdir tellement il y a de blessés graves dans ce double attentat »,. Il revoit ensuite le bilan à la hausse et affirme que les attaques ont fait 54 morts, dont 47 enfants, quatre civils adultes et trois membres des forces de sécurité.

## Réactions
L'attentat est condamné par l'ONU.